# Ryder (cráter)

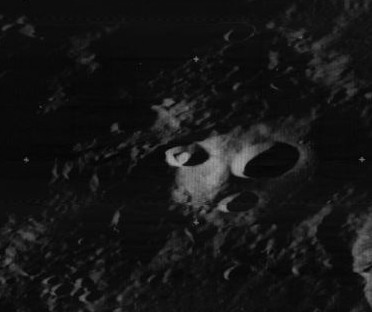
Imagen de la misión Lunar Orbiter 3 (Ryder en el centro)

Ryder es un cráter de impacto perteneciente a la cara oculta de la Luna. Se encuentra ubicado en una zona de material de la superficie de albedo superior al este de la pareja de cráteres formada por Roche y Pauli, de mayor tamaño. El nombre de este cráter que se aprobó oficialmente en la asamblea general de la UAI de 2006.
Este cráter circular con bordes erosionados se encuentra en el sector oriental del contorno de una formación más grande, muy probablemente los restos de un antiguo impacto desgastado. A menos de un diámetro al oeste de Ryder se halla el cráter satélite de 24 km de diámetro Pauli E. Ryder es un impacto oblicuo, con una pieza coherente con la morfología de las capas que conforman la corteza lunar, situada junto al lado oriental del cráter.
|  |  |  |